# Prosper Jolyot Crébillon
Prosper Jolyot Crébillon (Dijon, 13. siječnja 1674. – Pariz, 17. lipnja 1762.), francuski pisac tragedija.
Otac je književnika Claudea Jolyota. Afirmirao se tragedijom "Atrej i Tijest", a najuspješnije mu je ostvarenje "Radamist i Zenobija". Djela su mu ushidbeno intonirana i lišena suptilnije emotivnosti.